# Theridion arushae
Theridion arushae là một loài nhện trong họ Theridiidae.
Loài này thuộc chi Theridion. Theridion arushae được Lodovico di Caporiacco miêu tả năm 1947.